# آنول ریشدار غربی
آنول ریشدار غربی (نام علمی: Anolis barbatus) نام یک گونه از سرده آنول است.